# Élections européennes de 1994 en Italie
Les élections européennes se sont déroulées en Italie le 12 juin 1994. Elles ont permis aux citoyens italiens d'élire les 87 députés européens qui les représenteront au Parlement européen.
| Liste | Liste                                                  | Voix       | %     | Sièges |
| ----- | ------------------------------------------------------ | ---------- | ----- | ------ |
|       | Forza Italia (FI)                                      | 10 076 653 | 30,61 | 27     |
|       | Parti démocrate de la gauche (PDS)                     | 6 286 030  | 19,09 | 16     |
|       | Alliance nationale (AN)                                | 4 124 739  | 12,53 | 11     |
|       | Parti populaire italien (PPI)                          | 3 289 143  | 9,99  | 8      |
|       | Ligue du Nord                                          | 2 172 317  | 6,60  | 6      |
|       | Parti de la refondation communiste (PRC)               | 1 994 880  | 6,06  | 5      |
|       | Pacte Segni                                            | 1 073 424  | 3,26  | 3      |
|       | Fédération des Verts                                   | 1 047 681  | 3,18  | 3      |
|       | Liste Pannella - Réformateurs                          | 704 153    | 2,14  | 2      |
|       | Parti socialiste italien - Alliance démocrate (PSI-AD) | 600 106    | 1,82  | 2      |
|       | Mouvement pour la démocratie - Le réseau               | 366 393    | 1,11  | 1      |
|       | Parti social-démocrate italien (PSDI)                  | 241 574    | 0,73  | 1      |
|       | Parti républicain italien (PRI)                        | 223 099    | 0,68  | 1      |
|       | Autres                                                 | 723 185    | 2,20  | 1      |
| Total | Total                                                  | 32 923 377 | 100   | 87     |